# Archibald Byron Macallum

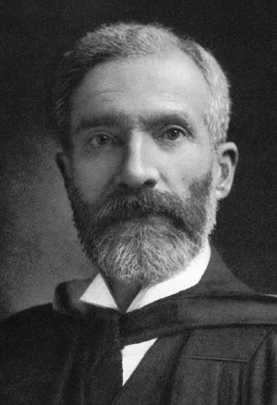
Archibald Byron Macallum

Archibald Byron Macallum (* 7. April 1858 in Belmont (Ontario); † 5. April 1934 in London (Ontario)) war ein kanadischer Biochemiker.

## Leben
Macallum war eines von zwölf Kindern eines Farmers und Einwanderers aus Schottland (zu Hause wurde gälisch gesprochen). Er wurde zunächst 1874 Lehrer und sparte Geld, um an der University of Toronto Naturwissenschaften und speziell Biologie zu studieren. 1880 erwarb er seinen Bachelor-Abschluss und wurde 1883  Lecturer in Biologie an der University of Toronto. 1888 wurde er an der Johns Hopkins University in promoviert und erhielt 1890 seinen Bachelor-Abschluss in Medizin (MB)  an der Universität Toronto. 1890 wurde er Professor für Physiologie in Toronto und 1908 für Biochemie. 1917 verließ er die Universität um den National Research Council of Canada zu organisieren, dessen Gründer er damit war. 1920 wurde er Professor an der McGill University in Montreal, an der er 1928 emeritiert wurde.
Macallum entwickelte mikrochemische Methoden, um den Gehalt an Eisen, Phosphor, Kalium und Chlorid-Ionen im Gewebe und in Körperflüssigkeiten zu messen und deren lokal unterschiedliche Verteilung. Er fand Konzentrationen von Natrium-, Kalium-, Kalzium- und Magnesium-Ionen bei vielen niederen Tieren, die den Konzentrationen im Meerwasser ähnlich sind und vermutete, dass die Zusammensetzung der bei der Entstehung des Lebens im Urmeer entspräche. Bei Wirbeltieren, die eine geringere Konzentration aufwiesen, hielt er dies für einen Beleg der frühen Entwicklung an Land ab dem Silur (seiner Meinung nach wäre die Konzentration im Meer im Silur geringer gewesen).
1930 erhielt er die Flavelle Medal. Er war Mitglied der Royal Society und seit 1930 der American Academy of Arts and Sciences.
Am 19. Mai 1938 ehrte die kanadische Regierung, vertreten durch den für das Historic Sites and Monuments Board of Canada zuständigen Minister, Macallum für sein Wirken als Pionier der zellulären Mikrochemie und erklärte ihn zu einer „Person von nationaler historischer Bedeutung“.